# Filmografia de D. W. Griffith

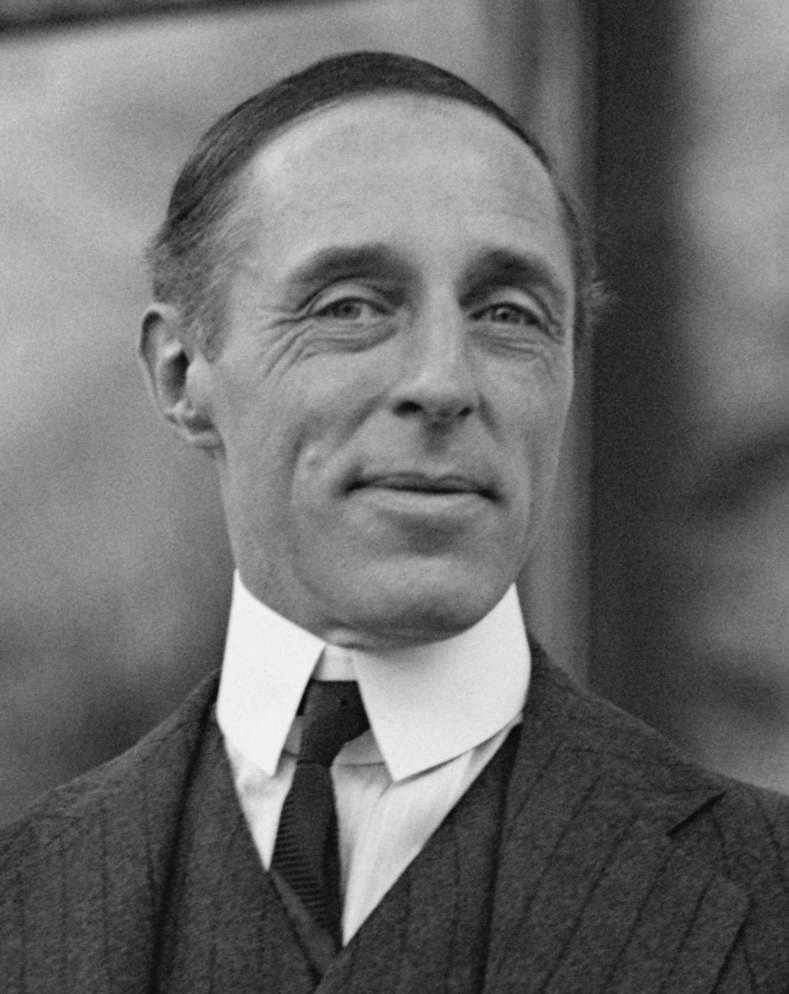
Retrat de David Wark Griffith

D. W. Griffith va ser un director de cinema dels Estats Units que és considerat com un dels creadors de la narració cinematogràfica. Es consignen aquí només les pel·lícules en que va participar com a director.

## 1908

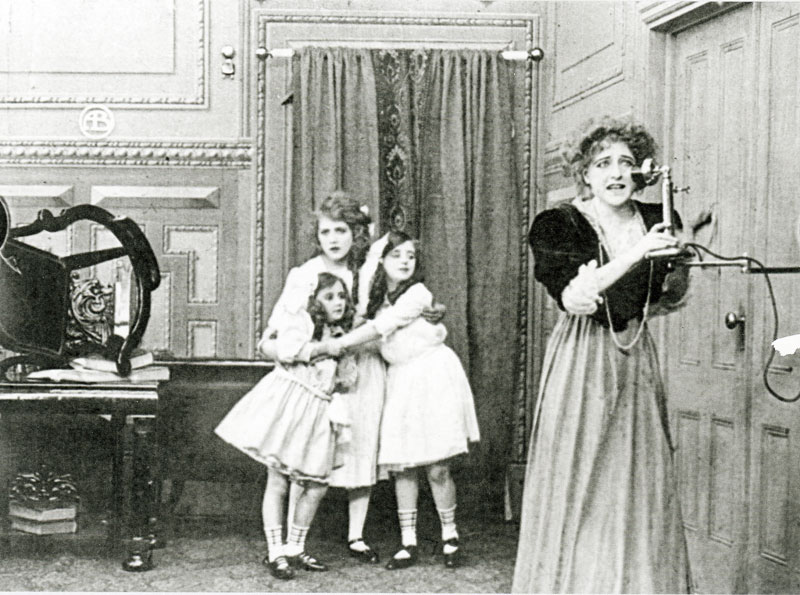
Gladys Egan, Mary Pickford, Adele DeGarde I Marion Leonard (d'esquerre a dreta) en un fotograma de la pel·ículal The Lonely Villa (1909)

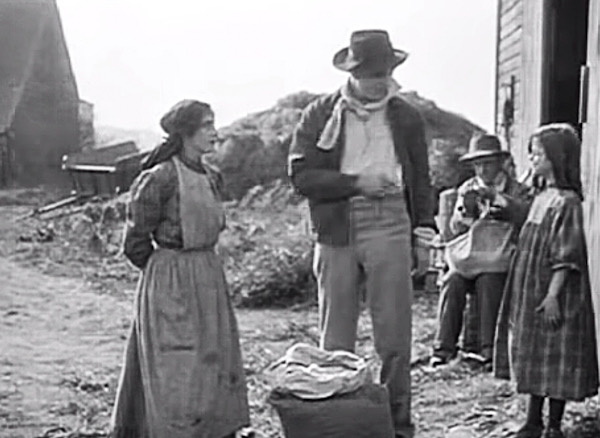
Linda Arvidson, James Kirkwood i W. Chrystie Miller en un fotograma de la pel·lícula A Corner in Wheat (1909)

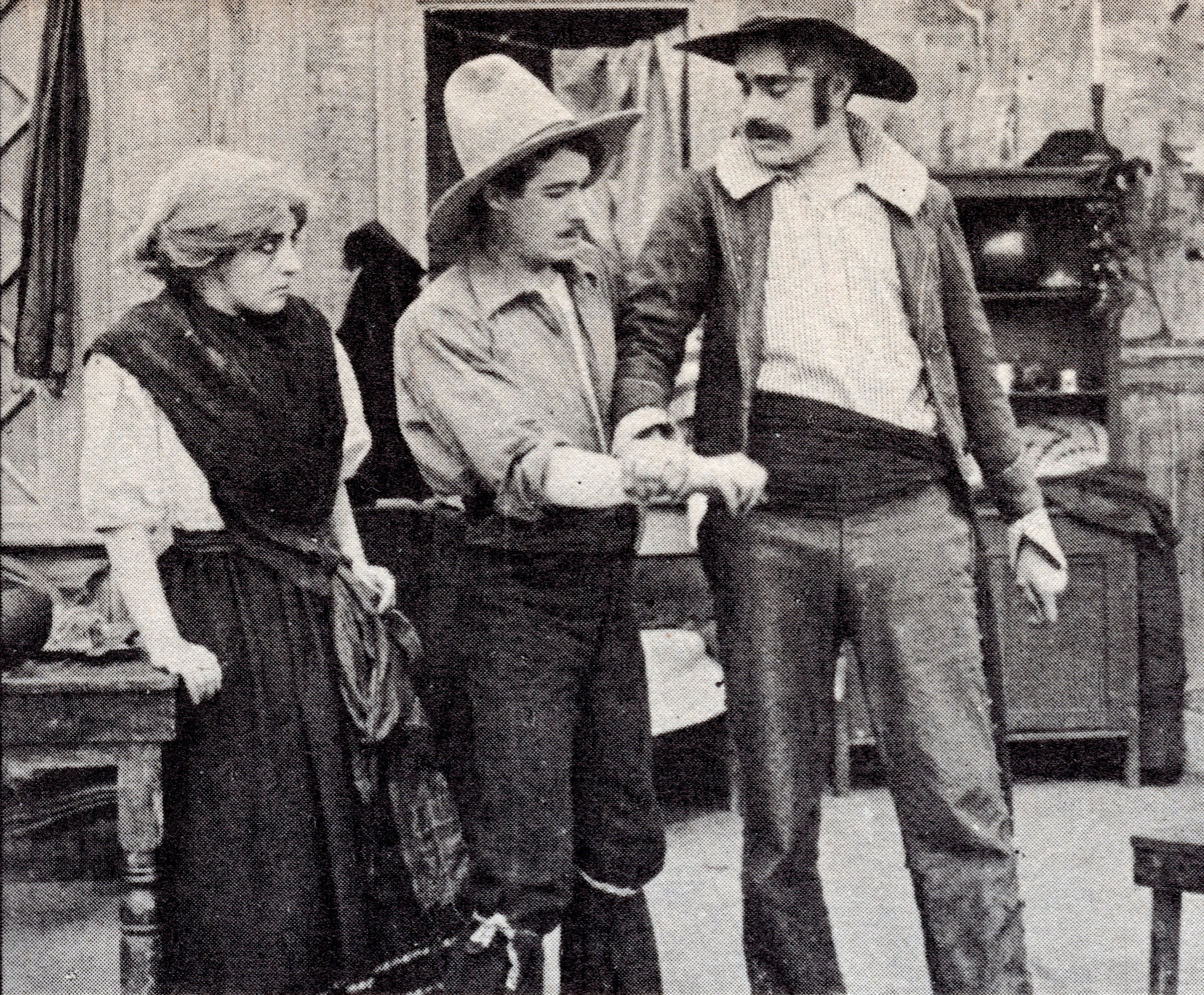
Marion Leonard, Henry B. Walthall i Arthur Johnson en un fotograma de la pel·lícula In old California (1910)

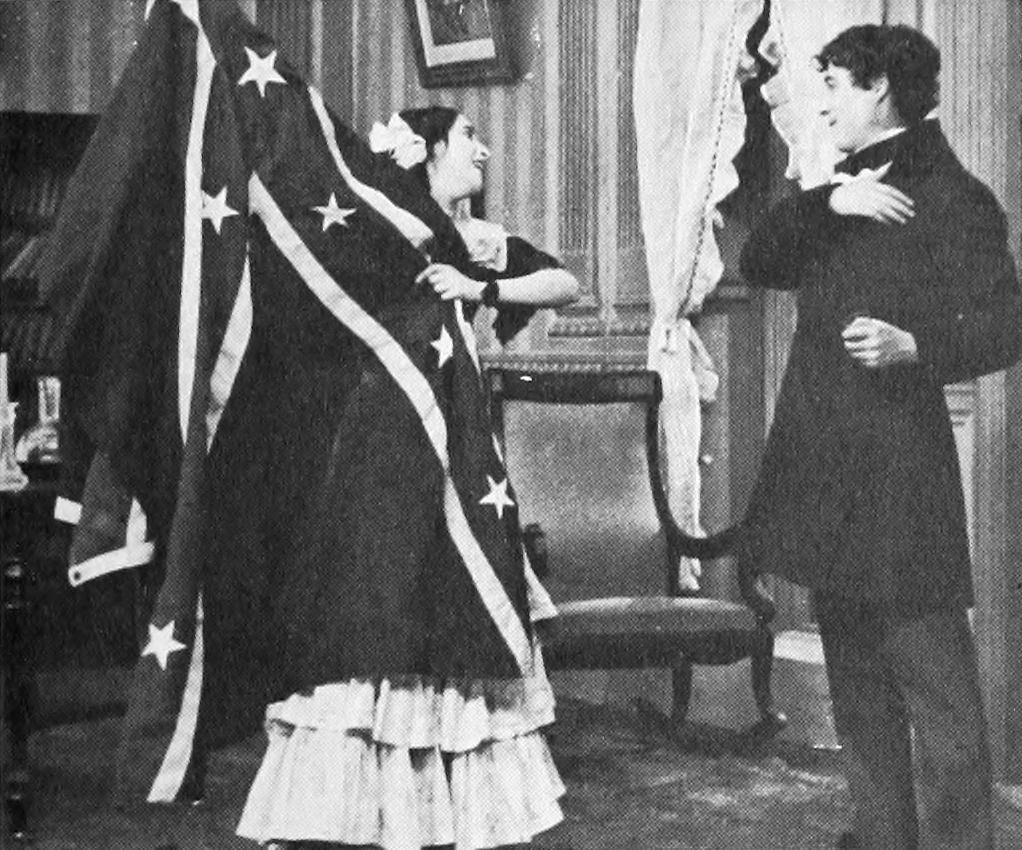
Fotograma de The House with Closed Shutters (1910)

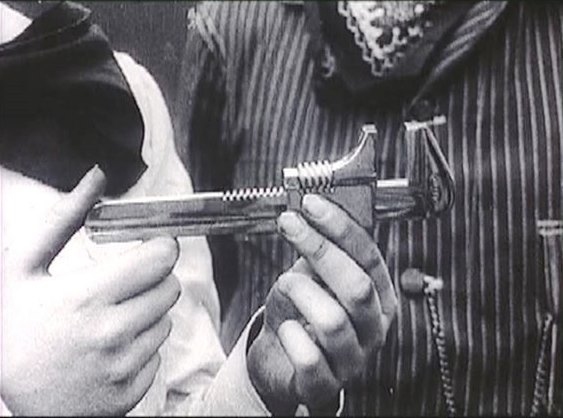
Fotograma de la pel·lícula The Lonedale Operator (1911)

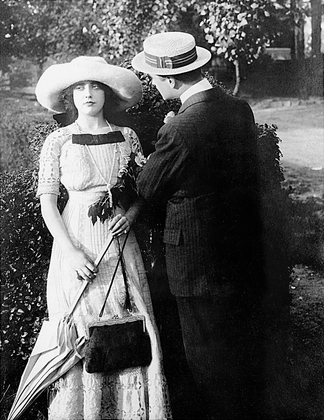
Mabel Normand a la pel·lícula Her Awakening (1911)

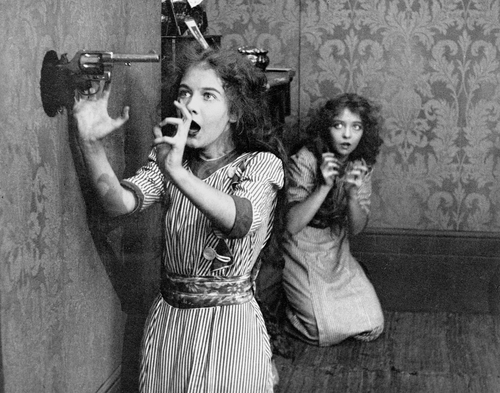
Les germanes Dorothy i Lillian Gish a la pel·lícula An Unseen Enemy (1912)

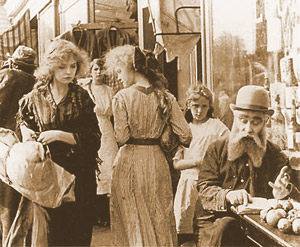
Fotograma de The Musketeers of Pig Alley (1912)

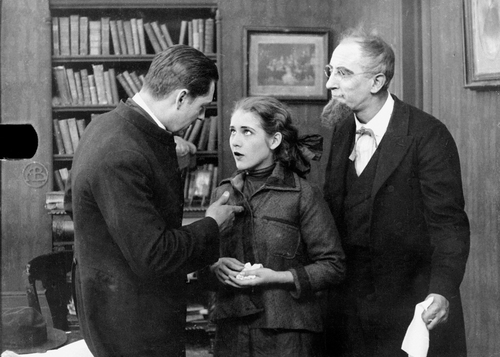
Mary Pickford en un fotograma de The New York Hat (1912).

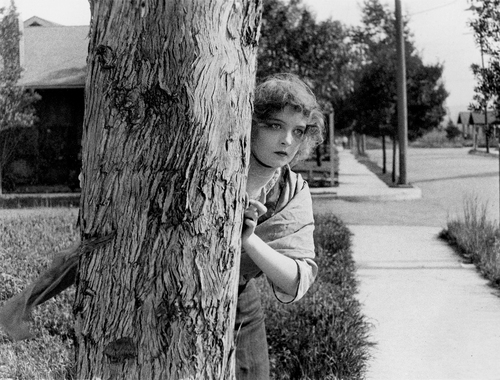
Lillian Gish a The Mothering Heart (1913)

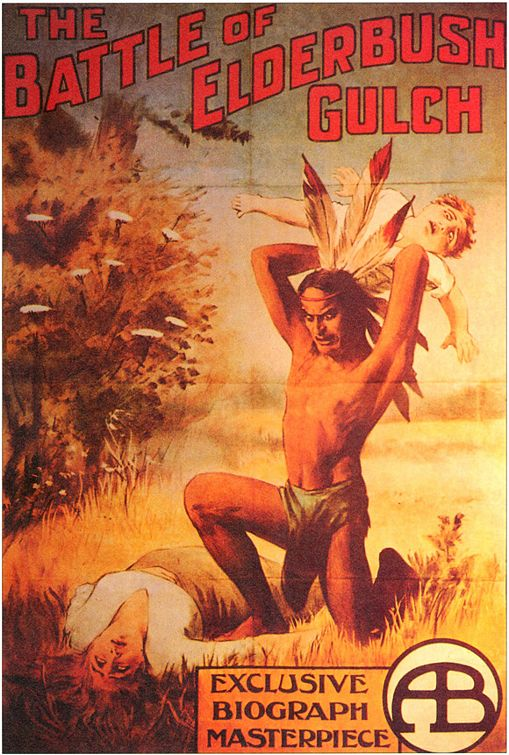
Pòster de The Battle at Elderbush Gulch (1913)

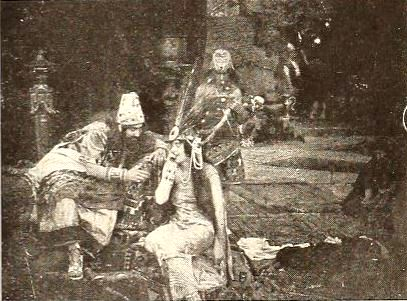
Blanche Sweet i Henry B. Walthall a Judith of Bethulia (1914)

Griffith inicia la seva carrera com actor amb “Rescued from an Eagle's Nest” (1908). Poc després, el director principal de la Biograph, Wallace McCutcheon Sr., es va posar malalt i el responsable de guionatge de la companyia, Lee Dougherty, va recomanar contractar Griffith com a director. La seva primera pel·lícula serà The Adventures of Dollie i a la Biograph hi realitzarà centenars de curtmetratges entre 1908 i 1914.
- The Adventures of Dollie
- The Fight for Freedom
- The Tavern Keeper's Daughter
- The Black Viper
- The Red Man and the Child
- Deceived Slumming Party
- The Bandit's Waterloo
- A Calamitous Elopement
- The Greaser's Gauntlet
- The Man and the Woman
- The Fatal Hour
- For Love of Gold
- Balked at the Altar
- For a Wife's Honor
- Betrayed by a Handprint
- Monday Morning in a Coney Island Police Court
- The Girl and the Outlaw
- Behind the Scenes
- The Red Girl
- The Heart of O'Yama
- Where the Breakers Roar
- A Smoked Husband
- The Stolen Jewels
- The Devil
- The Zulu's Heart
- Father Gets in the Game
- Ingomar, the Barbarian
- The Vaquero's Vow
- The Planter's Wife
- Romance of a Jewess
- The Call of the Wild
- Concealing a Burglar
- After Many Years
- The Pirate's Gold
- The Taming of the Shrew
- The Guerrilla
- The Song of the Shirt
- The Ingrate
- A Woman's Way
- The Clubman and the Tramp
- Money Mad (1908 film)|Money Mad
- The Valet's Wife
- The Feud and the Turkey
- The Reckoning
- The Test of Friendship
- An Awful Moment
- The Christmas Burglars
- Mr. Jones at the Ball
- The Helping Hand
- The Kentuckian

## 1909
- One Touch of Nature
- The Maniac Cook
- Mrs. Jones Entertains
- The Honor of Thieves
- Love Finds a Way
- The Sacrifice
- A Rural Elopement
- Those Boys!
- The Criminal Hypnotist
- The Fascinating Mrs. Francis
- Mr. Jones Has a Card Party
- Those Awful Hats
- The Welcome Burglar
- The Cord of Life
- The Girls and Daddy
- The Brahma Diamond
- Edgar Allan Poe
- A Wreath in Time
- Tragic Love
- The Curtain Pole
- His Ward's Love
- The Joneses Have Amateur Theatricals
- The Hindoo Dagger
- The Politician's Love Story
- The Golden Louis
- At the Altar
- The Prussian Spy
- His Wife's Mother
- A Fool's Revenge
- The Wooden Leg
- The Roue's Heart
- The Salvation Army Lass
- The Lure of the Gown
- I Did It
- The Voice of the Violin
- The Deception
- And a Little Child Shall Lead Them
- A Burglar's Mistake
- The Medicine Bottle
- Jones and His New Neighbors
- A Drunkard's Reformation
- Trying to Get Arrested
- The Road to the Heart
- Schneider's Anti-Noise Crusade
- A Rude Hostess
- The Winning Coat
- A Sound Sleeper
- Confidence
- A Troublesome Satchel
- Lady Helen's Escapade
- The Drive for a Life
- Twin Brothers
- Lucky Jim
- Tis an Ill Wind That Blows No Good
- The Suicide Club
- The Eavesdropper
- One Busy Hour
- The Note in the Shoe
- Jones and the Lady Book Agent
- The French Duel
- A Baby's Shoe
- The Jilt
- Resurrection
- Two Memories
- Eloping with Auntie
- The Cricket on the Hearth
- His Duty
- Eradicating Aunty
- What Drink Did
- The Violin Maker of Cremona
- A New Trick
- The Lonely Villa
- The Son's Return
- Her First Biscuits
- The Faded Lilies
- Was Justice Served?
- The Peachbasket Hat
- The Mexican Sweethearts
- The Way of Man
- The Necklace
- The Message
- The Country Doctor
- The Cardinal's Conspiracy
- Tender Hearts
- The Friend of the Family
- The Renunciation
- Sweet and Twenty
- Jealousy and the Man
- A Convict's Sacrifice
- The Slave
- A Strange Meeting
- The Mended Lute
- They Would Elope
- Mr. Jones' Burglar
- The Better Way
- With Her Card
- Mrs. Jones' Lover o I Want My Hat
- His Wife's Visitor
- The Indian Runner's Romance
- The Seventh Day
- Oh, Uncle!
- Pranks
- The Mills of the Gods
- The Sealed Room
- The Little Darling
- 1776, o The Hessian Renegades
- Comata, the Sioux
- Getting Even
- The Children's Friend
- The Broken Locket
- In Old Kentucky
- A Fair Exchange
- Leather Stocking
- Wanted, a Child
- The Awakening
- Pippa Passes
- Fools of Fate
- The Little Teacher
- A Change of Heart
- His Lost Love
- The Expiation
- In the Watches of the Night
- Lines of White on a Sullen Sea
- What's Your Hurry?
- The Gibson Goddess
- Nursing a Viper
- The Restoration
- The Light That Came
- Two Women and a Man
- A Sweet Revenge
- A Midnight Adventure
- The Open Gate
- The Mountaineer's Honor
- The Trick That Failed
- In the Window Recess
- The Death Disc: A Story of the Cromwellian Period
- Through the Breakers
- The Red Man's View
- A Corner in Wheat
- The Test
- In a Hempen Bag
- A Trap for Santa Claus
- In Little Italy
- To Save Her Soul
- The Day After
- Choosing a Husband
- The Heart of an Outlaw
- Mamma
- Bill Sharkey's Last Game

## 1910
El gener de 1910 la Biograph va enviar Griffith amb una companyia d'actors a Califòrnia per aprofitar el clima i la llum que hi havia allà durant l’hivern, seguint l'exemple de Selig i de la New York Motion Picture Company (Bison) que ja s'hi havien traslladat. En un llogarret anomenat Hollywood rodaria “In Old California” i, per tant, constitueix la primera pel·lícula rodada allà.
- The Rocky Road
- The Dancing Girl of Butte
- Her Terrible Ordeal
- On the Reef
- The Call
- The Honor of His Family
- The Last Deal
- The Cloister's Touch
- The Woman from Mellon's
- The Course of True Love
- The Duke's Plan
- One Night and Then
- The Englishman and the Girl
- His Last Burglary
- Taming a Husband
- The Final Settlement
- The Newlyweds
- The Thread of Destiny
- In Old California
- The Man
- The Converts
- Faithful
- The Twisted Trail
- Gold Is Not All
- His Last Dollar
- The Two Brothers
- As It Is In Life
- A Rich Revenge
- A Romance of the Western Hills
- Thou Shalt Not
- The Way of the World
- The Gold Seekers
- The Unchanging Sea
- Love Among the Roses
- Over Silent Paths
- Ramona
- A Knot in the Plot (director disputed)
- The Impalement
- In the Season of Buds
- The Purgation
- A Child of the Ghetto
- A Victim of Jealousy
- In the Border States
- The Face at the Window
- The Marked Time-Table
- A Child's Impulse
- Muggsy's First Sweetheart
- A Midnight Cupid
- What the Daisy Said
- A Child's Faith
- A Flash of Light
- Serious Sixteen
- As the Bells Rang Out!
- The Call to Arms
- Unexpected Help
- An Arcadian Maid
- Her Father's Pride
- The House with Closed Shutters
- A Salutary Lesson
- The Usurer
- The Sorrows of the Unfaithful
- Wilful Peggy
- The Modern Prodigal
- A Summer Idyll
- Little Angels of Luck
- A Mohawk's Way
- In Life's Cycle
- The Oath and the Man
- Rose O'Salem-Town
- Examination Day at School
- The Iconoclast
- That Chink at Golden Gulch
- The Broken Doll
- The Banker's Daughters
- The Message of the Violin
- Two Little Waifs
- Waiter No. 5
- The Fugitive
- Simple Charity
- Sunshine Sue
- The Song of the Wildwood Flute
- A Plain Song
- A Child's Stratagem
- The Golden Supper
- His Sister-In-Law
- The Lesson
- Winning Back His Love

## 1911
- Flaming Arrows
- The Two Paths
- When a Man Loves
- The Italian Barber
- His Trust
- His Trust Fulfilled
- Fate's Turning
- A Wreath of Orange Blossoms
- Three Sisters
- Heart Beats of Long Ago
- What Shall We Do with Our Old?
- Fisher Folks
- The Diamond Star
- His Daughter
- The Lily of the Tenements
- The Heart of a Savage
- A Decree of Destiny
- Conscience
- Was He a Coward?
- Teaching Dad to Like Her
- The Lonedale Operator
- The Spanish Gypsy
- The Broken Cross
- The Chief's Daughter
- Madame Rex
- A Knight of the Road
- His Mother's Scarf
- How She Triumphed
- The Two Sides
- In the Days of '49
- The New Dress
- The Crooked Road
- The White Rose of the Wilds
- A Romany Tragedy
- The Smile of a Child
- Enoch Arden
- The Primal Call
- Her Sacrifice
- Fighting Blood
- The Thief and the Girl
- The Jealous Husband
- Bobby, the Coward
- The Indian Brothers
- A Country Cupid
- The Last Drop of Water
- Out from the Shadow
- The Ruling Passion
- The Sorrowful Example
- The Blind Princess and the Poet
- The Rose of Kentucky
- Swords and Hearts
- The Stuff Heroes Are Made Of
- The Old Confectioner's Mistake
- The Squaw's Love
- Dan the Dandy
- The Revenue Man and the Girl
- Her Awakening
- The Making of a Man
- Italian Blood
- The Unveiling
- The Adventures of Billy
- The Long Road
- Love in the Hills
- The Battle
- The Trail of Books
- Through Darkened Vales
- The Miser's Heart
- Sunshine Through the Dark
- A Woman Scorned
- The Failure
- Saved From Himself
- As in a Looking Glass
- A Terrible Discovery
- The Voice of the Child

## 1912
- Grannie
- The Baby and the Stork
- A Tale of the Wilderness
- The Eternal Mother
- The Old Bookkeeper
- For His Son
- A Blot on the 'Scutcheon
- The Transformation of Mike
- A Sister's Love
- Billy's Stratagem
- The Mender of Nets
- Under Burning Skies
- The Sunbeam
- A Siren of Impulse
- A String of Pearls
- The Girl and her Trust
- Iola's Promise
- The Root of Evil
- The Goddess of Sagebrush Gulch
- The Punishment
- Fate's Interception
- The Female of the Species
- Just Like a Woman
- One Is Business, the Other Crime
- The Lesser Evil
- The Old Actor
- A Lodging for the Night
- His Lesson
- When Kings Were the Law
- A Beast at Bay
- An Outcast Among Outcasts
- Home Folks
- A Temporary Truce
- Lena and the Geese
- The Spirit Awakened
- The School Teacher and the Waif
- Man's Lust for Gold
- An Indian Summer
- Man's Genesis
- Heaven Avenges
- The Sands of Dee
- Black Sheep
- The Narrow Road
- A Child's Remorse
- The Inner Circle
- A Change of Spirit
- A Pueblo Romance
- A Pueblo Legend
- In the North Woods
- An Unseen Enemy
- Blind Love
- Two Daughters of Eve
- Friends
- So Near, yet So Far
- A Feud in the Kentucky Hills
- The Chief's Blanket
- In the Aisles of the Wild
- The One She Loved
- The Painted Lady
- The Musketeers of Pig Alley
- Heredity
- Gold and Glitter
- My Baby
- The Informer
- Brutality
- The New York Hat
- My Hero
- The Burglar's Dilemma
- A Cry for Help
- The God Within

## 1913
- Three Friends
- The Telephone Girl and the Lady
- An Adventure in the Autumn Woods
- The Tender Hearted Boy
- A Misappropriated Turkey
- Brothers
- Oil and Water
- Drink's Lure
- A Chance Deception
- Love in an Apartment Hotel
- Broken Ways
- A Girl's Stratagem
- The Unwelcome Guest
- Near to Earth
- Fate
- A Welcome Intruder
- The Sheriff's Baby
- The Hero of Little Italy
- The Perfidy of Mary
- The Little Tease
- A Misunderstood Boy
- The Left-Handed Man
- The Lady and the Mouse
- If We Only Knew
- The Wanderer
- The Stolen Loaf
- The House of Darkness
- The Yaqui Cur
- Just Gold
- His Mother's Son
- The Ranchero's Revenge
- A Timely Interception
- Death's Marathon
- The Mothering Heart
- Her Mother's Oath
- The Sorrowful Shore
- The Reformers; o, The Lost Art of Minding One's Business
- The Enemy's Baby
- The Mistake
- The Coming of Angelo
- Two Men of the Desert
- The Adopted Brother
- Madonna of the Storm
- The Battle at Elderbush Gulch
- The Conscience of Hassan Bey

## 1914

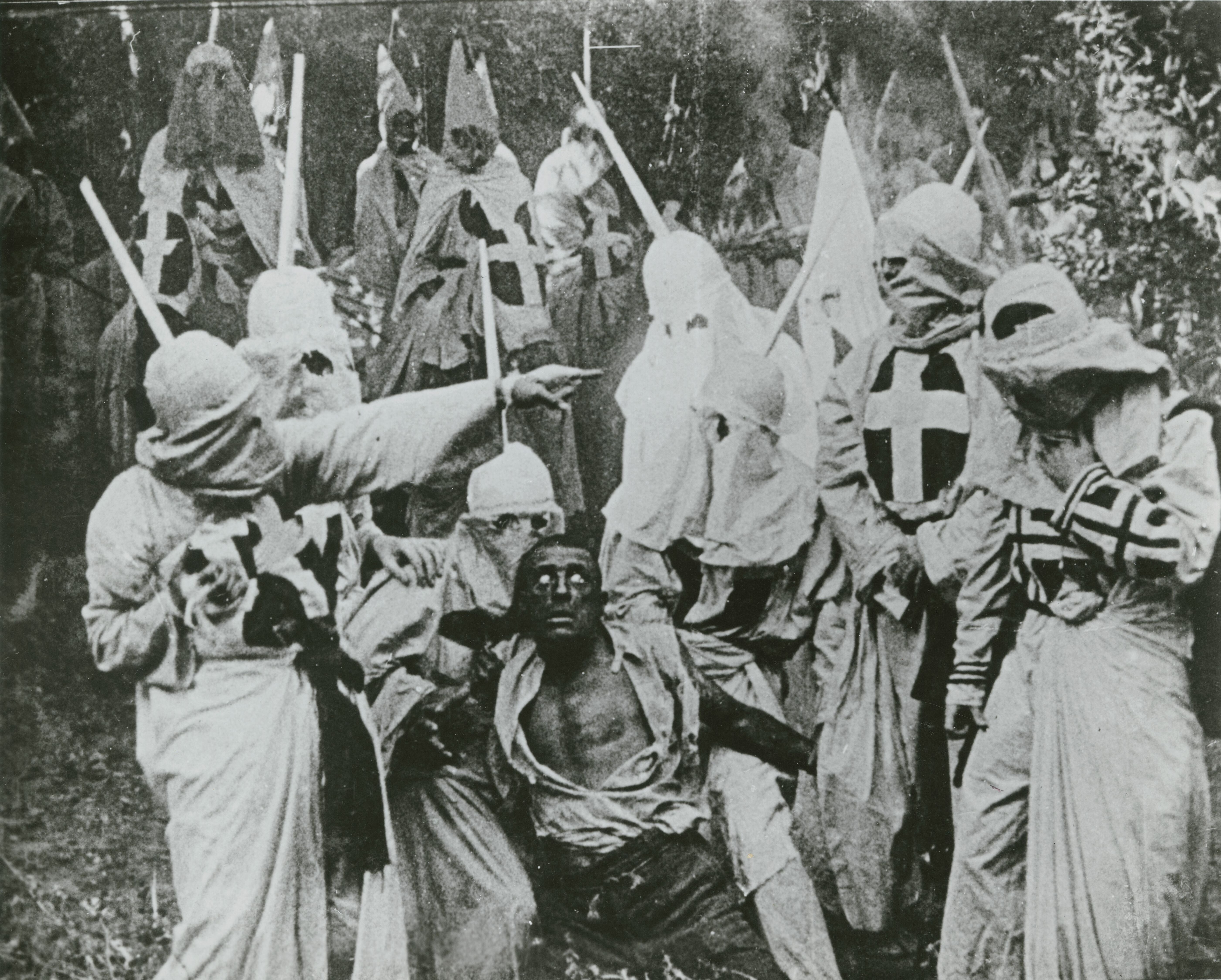
Fotograma de El naixement d'una nació (1915)

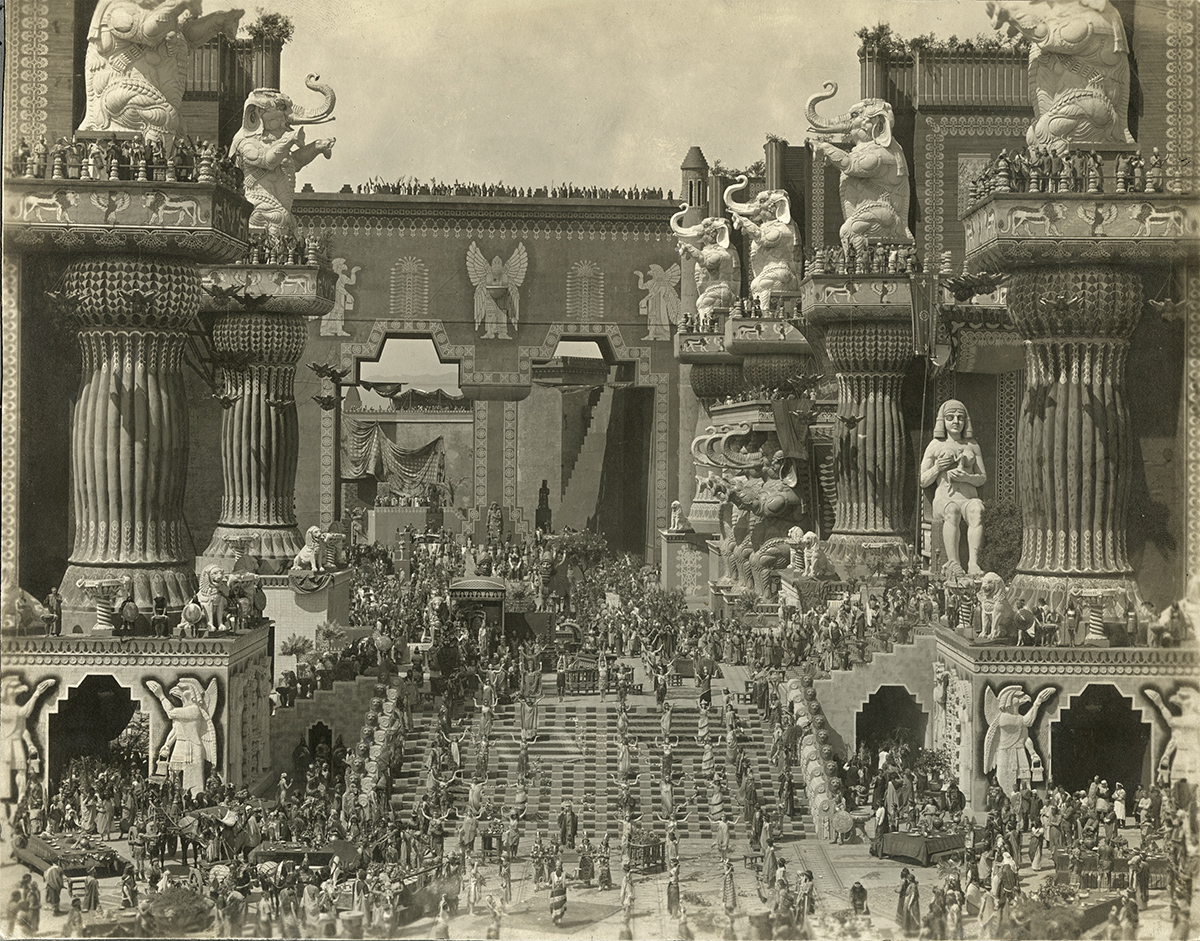
Fotograma de Intolerance (1916)

Aquest any, després de rodar Judith of Bethulia amb unes despeses que van duplicar el pressupost per a la pel·lícula, la Biograph va ser conscient que més que un actiu per a la companyia, Griffith era un perill per a la seva viabilitat econòmica. Per això li van indicar que si volia continuar a la Biograph ja no dirigiria més sinó que seria el supervisor d'altres directors. Griffith va abandonar la productora amb la seva companyia d’actors i tècnics per incorporar-se a la Reliance/Majestic.
- Waifs
- The Massacre
- Judith of Bethulia
- The Battle of the Sexes
- The Great Leap; Until Death Do Us Part
- Brute Force
- Home, Sweet Home
- The Escape
- The Avenging Conscience
- The Dishonored Medal (1914)

## 1915
Aquest any Griffith rodaria només estrenaria una de les seves obres mestres que també la seva pel·lícula més polèmica pel seu caràcter racista. A partir d’aquell moment formaria la seva pròpia productora, la David W. Griffith Corp., distribuint les pel·lícules a través de diferents companyies.
- El naixement d'una nació

## 1916

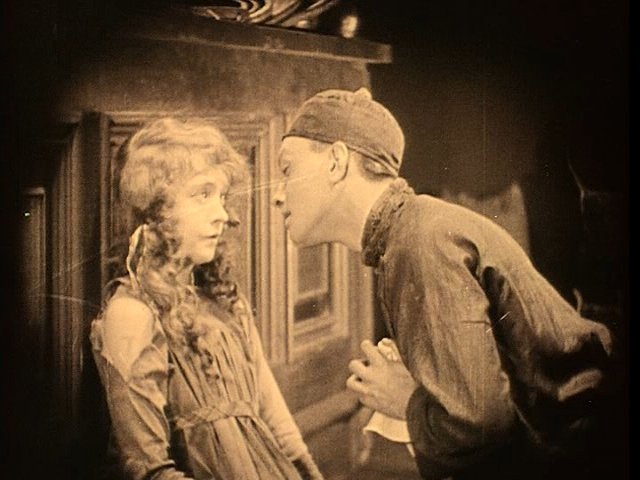
Lillian Gish i RIchard Barthelmess a Lliris trencats (1918)

En resposta a les acusacions de racisme i amb les guanys de la pel·lícula anterior Griffith filmà aquell any una de les pel·lícules més influents del cinema mut, Intolerance
- A Day with Governor Whitman
- Intolerance: Love's Struggle Throughout the Ages

## 1918
- Hearts of the World
- The Great Love
- Lillian Gish in a Liberty Loan Appeal
- The Greatest Thing in Life

## 1919

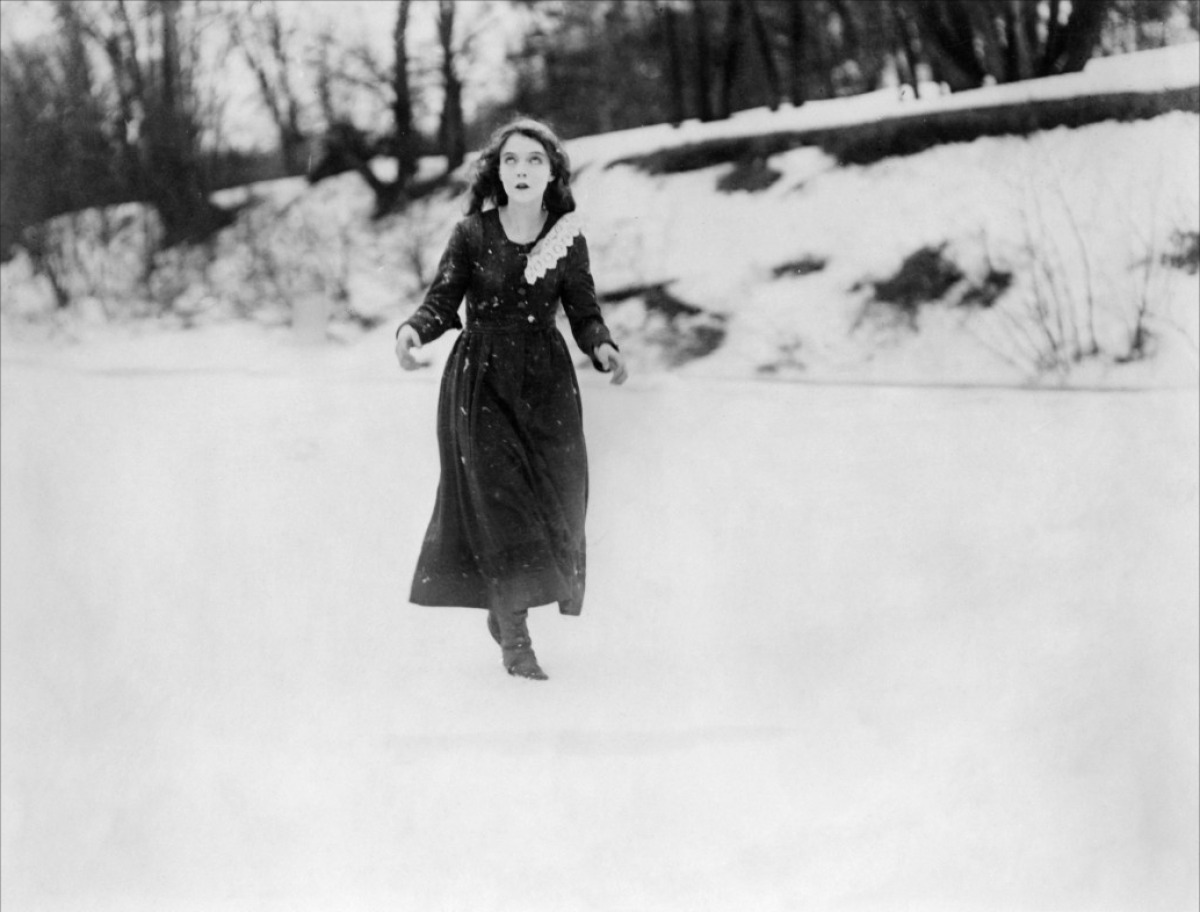
Lillian Gish a Way Down East (1920)

Aquest any, conjuntament amb Charles Chaplin, Mary Pickford i Douglas Fairbanks funda la United Artists. Griffith havia rodat Lliris trencats que havia de ser distribuïda per la Famous Players-Lasky Corp. però va decidir adquirir-la per 250.000 dòlars per distribuir-la a través de la United Artists obtenint uns guanys de 700.000 dòlars.
- The World of Columbus
- A Romance of Happy Valley
- The Girl Who Stayed at Home
- Lliris trencats
- True Heart Susie
- The Fall of Babylon
- The Mother and the Law
- Scarlet Days
- The Greatest Question

## 1920
- The Idol Dancer
- Remodeling Her Husband
- The Love Flower
- Way Down East

## Darreres pel·lícules
L'associació de Griffith United Artists va ser per pocs anys. Moltes de les pel·lícules posteriors no van tenir un gran èxit comercial i el director es retirà el 1931.
- Dream Street (1921)
- Orphans of the Storm (1921)
- One Exciting Night (1922)
- Mammy's Boy (1922, incompleta)
- The White Rose (1923)
- America (1924)
- Isn't Life Wonderful (1924)
- His Darker Self (1924)
- Sally of the Sawdust (1925)
- That Royle Girl (1925)
- The Sorrows of Satan (1926)
- Topsy and Eva (1927, escenes addicionals)
- Drums of Love (1928)
- The Battle of the Sexes (1928)
- Lady of the Pavements (1929)
- Abraham Lincoln (1930, primera pel·lícula sonora)
- The Struggle (1931)